# ガラド・アブディカニ・ガラド・ジャマ
ガラド・アブディカニ・ガラド・ジャマ (Garad Abdiqani Garad Jama, ソマリ語: Garaad Cabdiqani Garaad Jaamac、1935年 - 2006年2月9日)は、ソマリ人のデュルバハンテ氏族のファラー・ガラド支族の族長:47。デュルバハンテ氏族全体の最高位とされることもある。「ガラド」は称号であり、称号を除いた名前はアブディカニ・ジャマ（ジャマの息子アブディカニ）。
ソマリア内戦が始まったころに族長となり、1991年のソマリランドの独立に際してソマリランドの主要氏族イサックに協力したが、独立後はソマリランド政府と距離を置くようになった。

## デュルバハンテ氏族内での位置づけ
「ガラド（Garaad）」は氏族の長を表す称号である。同様の称号として、スルタン、ウガースがある。この3つの称号に明確な上下は無い。デュルバハンテ氏族のガラド/スルタン/ウガースは、1991年には4人であり、ガラド・アブディカニもこの一人。2004年には氏族の分裂などにより14人に増えた:20。
ソマリランド独立当時、ガラド・アブディカニとガラド・サレバンがデュルバハンテ氏族の2大族長だったが、独立協定に署名したのがガラド・アブディカニだけであり、ガラド・アブディカニが「デュルバハンテ氏族代表」として署名したため、ソマリランド政府はガラド・アブディカニを当時のデュルバハンテ全体の族長とみなしている:18。

## 個人
ライプツィヒ大学人類学研究所の講師Markus Virgil Hoehneは、2011年の論文でガラド・アブディカニのことを「知的でタバコを吸う、政治的に経験豊富なリーダーで、国家崩壊前からソマリアで長い経歴を持つ」「知的で世俗的なタイプの代表」と表現している:26。

## 経歴
アブディカニ・ジャマは1935年にイギリス領ソマリランドのラス・アノドで生まれた。1940年代にできたラス・アノド小学校の最初の入学生の一人だった。1950年代にイギリスに留学した。1950年代は銀行員、1960年代は地域の知事を務めた。
1985年に兄のガラド・アリ・ガラド・ジャマ（アリ・ジャマ）の後を継いでガラドとなった。この記事でも以後はガラド・アブディカニと表現する。
旧ソマリア政府が崩壊する直前、ソマリア各地で氏族を主体とする軍閥の反乱が発生しており、旧ソマリア政府はこれらを弾圧した。特に現在のソマリランドに当たる地域に住む氏族イサックへの1987年からの弾圧はすさまじかった（イサック虐殺）。ガラド・アブディカニの属するデュルバハンテ氏族は旧ソマリア政府寄りの氏族だったが、ガラド・アブディカニ自身は旧ソマリア政府の強硬方針には批判的だった。そして1989年からイサックとデュルバハンテの和平交渉にかかわっていた:18。
1991年5月、ガラド・アブディカニはブラオで開催されたソマリア北西部の氏族会議に出席し「南部ソマリアに加わらないこと」「できるだけ早く北部政府を作ること」などが定められた、事実上ソマリランド独立決議ともいえる協定に署名した17名の一人となった。もう一人のデュルバハンテのガラド、ガラド・サレバンは和平協定はともかくソマリランドの独立には不賛成で、この協定に署名しなかったので、結果としてその後のソマリランド政府はガラド・アブディカニを「デュルバハンテの族長」とみなすようになった:18。

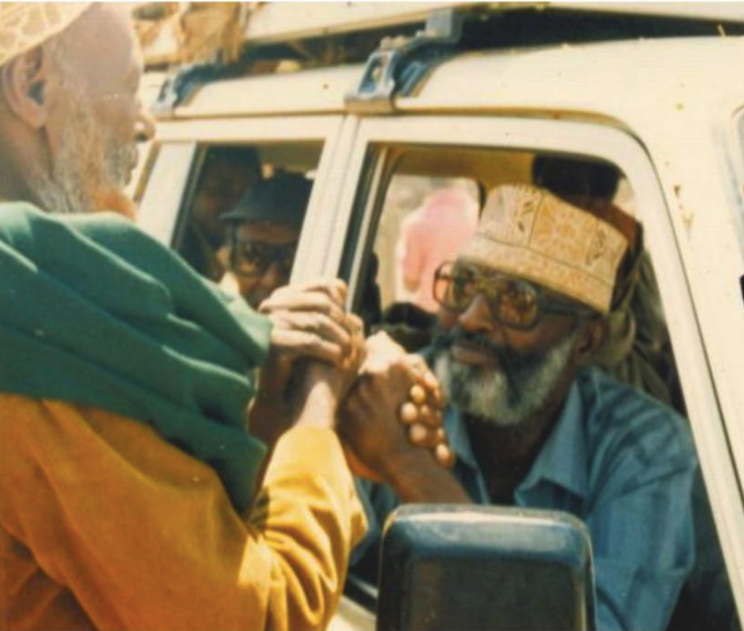
イサックの族長の一人スルダン・マハメド・スルダン・ファラーと話をするガラド・アブディカニ（右）

この際に、ガラド・アブディカニがソマリアからのソマリランド分離独立に積極的だったかどうかには諸説がある。一説によると、ソマリランドの元となった軍閥ソマリ国民運動は、当初は「ソマリランドの独立」を目的としていなかったが、ガラド・アブディカニが南部ソマリアからの脅威を避けるために独立を持ちかけたとも言われている:239。
ソマリランドは1991年の独立宣言直後に内戦状態となるが、1993年にイブラヒム・エガルが勝利して第2代ソマリランド大統領となった。イブラヒム・エガルは、ガラド・アブディカニが前大統領派であると考えて距離を置き、その後のガラド・アブディカニの提言を無視した。これが後にソマリランド政府とデュルバハンテ氏族が対立する要因の一つとなった。
2003年12月、ラス・アノドに侵入したプントランド軍について「プントランド軍には撤退してほしいし、かといってソマリランド軍にも来てほしくない」と答えている。
2006年2月9日、糖尿病の合併症のため、ジブチで死去した。ガラドの地位は兄アリ・ジャマの息子（つまり甥）、ガラド・ジャマ・ガラド・アリが継いだ。